# Копачів (Обухівський район)

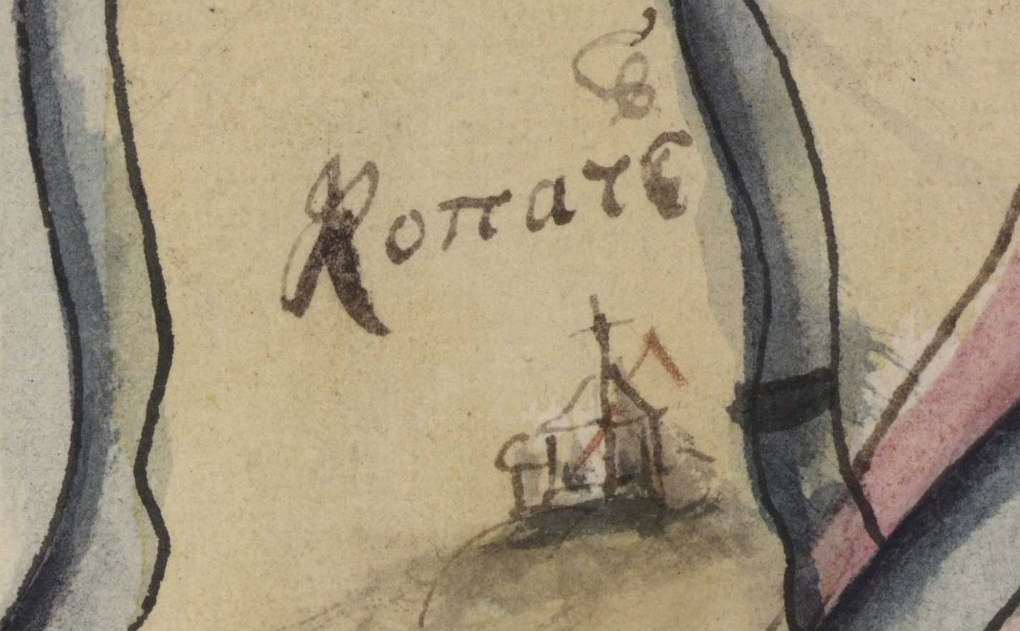
Копачів на карті XVIII століття

Копачі́в — село в Україні, в Обухівському районі Київської області. Населення становить 477 осіб. Орган місцевого самоврядування — Копачівська сільська рада. Засноване 1000 року.

## Географія
На північно-західній околиці села річка Чортиха впадає у Стугну.

## Населення
Згідно з переписом УРСР 1989 року чисельність наявного населення села становила 626 осіб, з яких 237 чоловіків та 389 жінок.
За переписом населення України 2001 року в селі мешкали 474 особи.

### Мова
Розподіл населення за рідною мовою за даними перепису 2001 року:
| Мова       | Відсоток |
| ---------- | -------- |
| українська | 96,44 %  |
| російська  | 3,56 %   |

## Туризм
- У селі Копачів розташований «Парк Київська Русь» — розважальний центр культури та історії Київської Русі. На території Парку проводиться Міжнародний фестиваль історії та культури «Парк Київська Русь».
- Краєзнавчий туристичний маршрут Копачівські могили на facebook.com

## Пам'ятки
- Верем'я — заповідне урочище місцевого значення.
- Кам'яний хрест на могилі захисника села Іваниці Іваненка, котрий загинув при обороні села, встановлений 22 березня (4 квітня за новим стилем) 1711 року

## Галерея

В'їзд до села
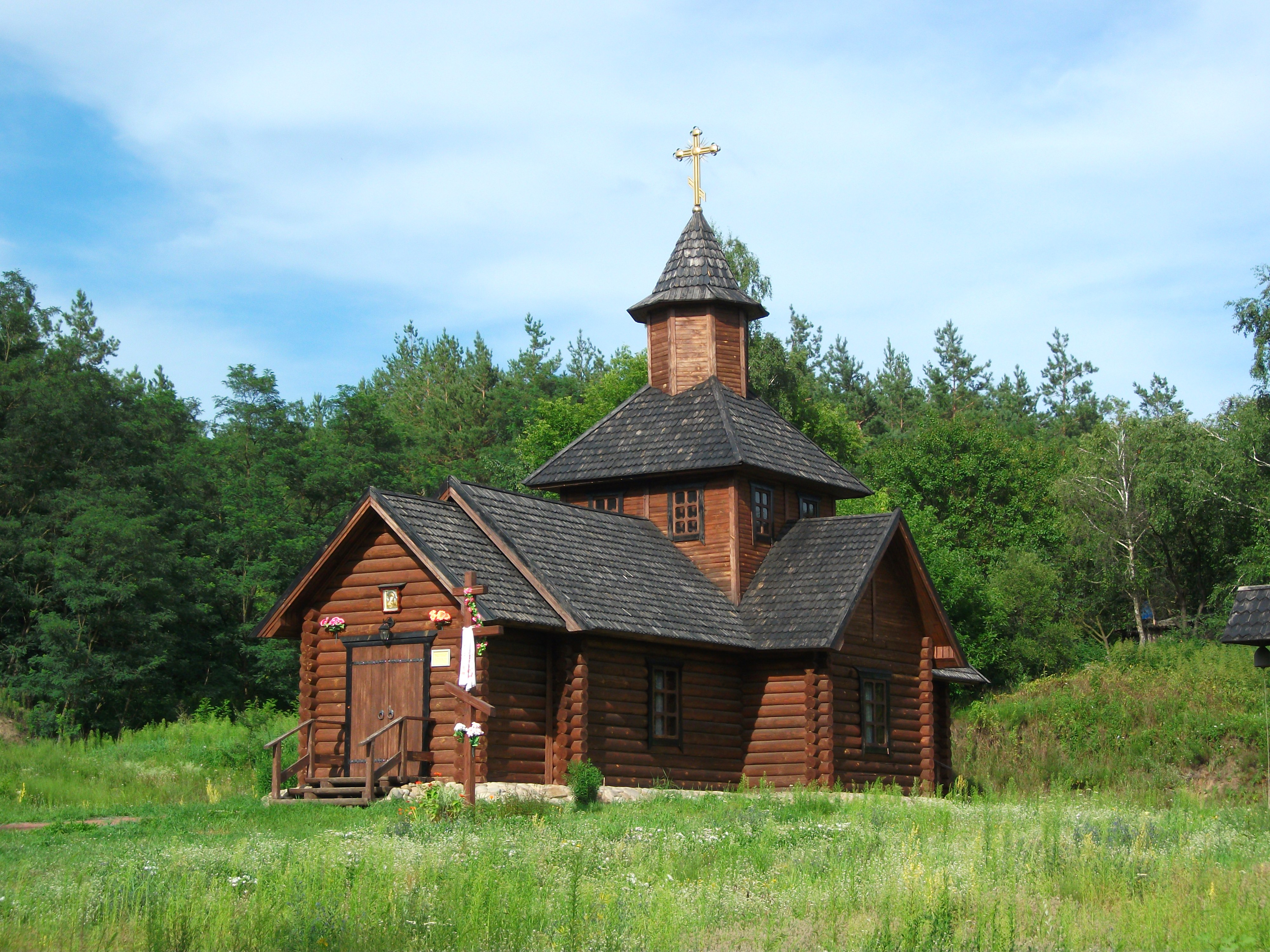
Дерев'яна церква
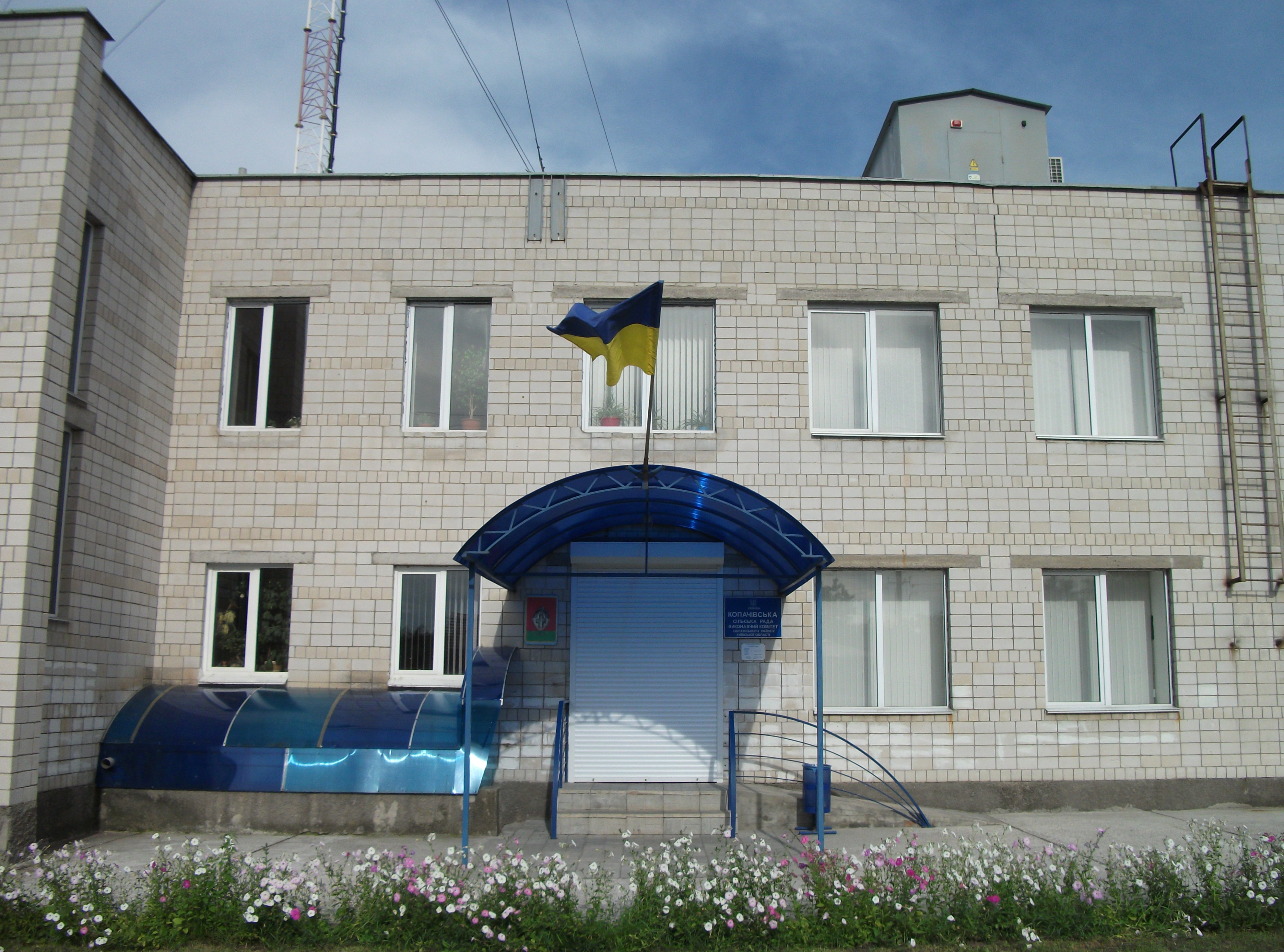
Сільська рада
Парк Київська Русь